# Shanghai Electric Group
Shanghai Electric Group Company Limited (сокращённо Shanghai Electric или SEG) — крупнейший китайский производитель энергетического и промышленного оборудования (входит в число крупнейших компаний страны и является крупнейшим в мире производителем паровых турбин). Shanghai Electric основана в 2004 году (прослеживает свои корни до 1902 года), штаб-квартира базируется в Шанхае. Основные производственные базы расположены в шанхайских районах Миньхан и Пудун, вспомогательные предприятия — в Сунцзяне, Цзядине, Баошане, Цзинъане и Уцзяне.
По состоянию на 2019 год выручка Shanghai Electric Group составляла 15,2 млрд долл., прибыль — 0,46 млрд долл., активы — 31,9 млрд долл., рыночная стоимость — 13,2 млрд долл., в компании работало свыше 30,8 тыс. сотрудников. 

## История

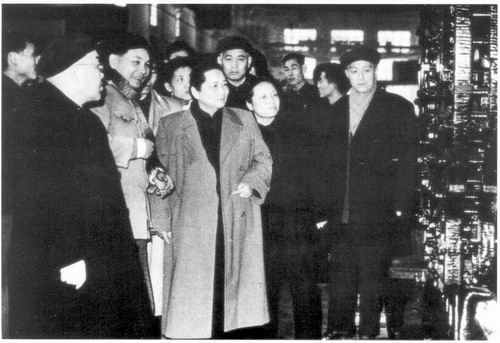
Сун Цинлин посещает завод Shanghai Electric. 1960

В 1952 году завод Shanghai Electric выпустил первый в стране паровой турбинный генератор мощностью 6000 киловатт, в 1958 году — двойной радиатор водяного охлаждения, в 1961 году — 12000 тонный гидравлический пресс. 
В 1995 году была основана дочерняя финансовая компания группы. Современная Shanghai Electric Group была основана в 2004 году, с апреля 2005 года акции компании котируются на Гонконгской фондовой бирже, а с декабря 2008 года — на Шанхайской фондовой бирже.
В 2010 году Shanghai Electric подписала крупный контракт с индийской энергетической компанией Reliance Power на поставку оборудования для нескольких десятков угольных теплоэлектростанций. В 2011 году Shanghai Electric и французская компания Alstom создали совместное предприятие по производству котлов Alstom — Shanghai Electric Boilers Company (Шанхай).
В 2019 году Shanghai Electric подписала соглашение с британской SIMEC Group на постройку крупнейшей солнечной электростанции в Австралии. В 2021 году Shanghai Electric приобрела 40 % итальянского производителя энергетического оборудования Ansaldo Energia (Генуя).

## Продукция
50 % продаж Shanghai Electric приходится на энергетическое оборудование (в том числе тепловое, атомное и ветряное), 30 % — на промышленное оборудование (в том числе лифты, станки и роботы), 20 % — на сектор услуг (разработка проектов, обслуживание электростанций и оборудования). На долю Shanghai Electric приходится почти половина китайского рынка атомного энергетического оборудования. 
Shanghai Electric специализируется на производстве оборудования для атомных, тепловых, ветряных и солнечных электростанций, оборудования для передачи и распределения электроэнергии (в том числе паровых турбин, паровых котлов, ветрогенераторов, автоматических выключателей, распределительных устройств, электротрансформаторов, высоковольтных инверторов, оборудования для сжижения угля и нефтехимического гидрирования), промышленной автоматики, полиграфического, упаковочного и транспортного оборудования (в том числе металлорежущих станков, эскалаторов, электромоторов, корабельных коленчатых валов, железнодорожного и аэрокосмического оборудования, установок опреснения морской воды, 3D-принтеров) и оборудования для охраны окружающей среды (в том числе комплексов по очистке сточных вод и переработке твёрдых отходов). Кроме того, Shanghai Electric оказывает услуги в сфере проектирования, строительства, обслуживания и модернизации энергетических объектов, а также услуги в области ремонта энергетического оборудования, финансов, лизинга, страхования и торговли.

## Акционеры
57 % Shanghai Electric Group принадлежит правительству Шанхая, другими акционерами компании являются Sarasin & Partners (6,3 %), The Vanguard Group (3,2 %), BlackRock (3 %), Norges Bank Investment Management (0,9 %).

## Структура

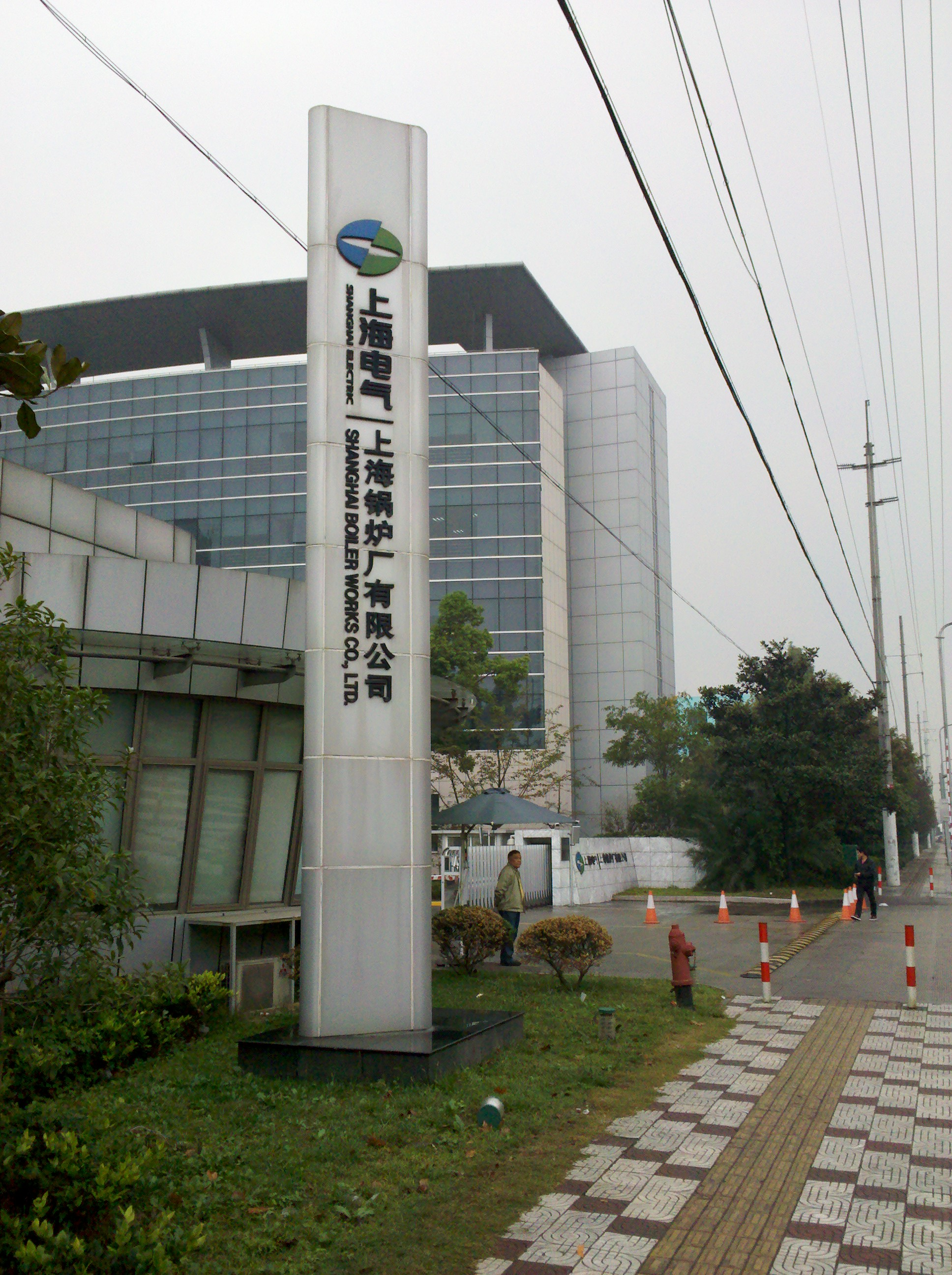
Завод Shanghai Boiler Works

В состав Shanghai Electric Group входит несколько десятков дочерних компаний и совместных предприятий:
- Shanghai Electric Power Generation Group
  - Shanghai Turbine Works Company (производство турбин)
  - Shanghai Generator Works (производство генераторов)
  - Shanghai Boiler Works (производство котлов)
  - Shanghai Electric Machinery Company (производство энергетического оборудования)
  - Shanghai Electric SHMP Pulverizing & Special Equipment Company (производство энергетического оборудования)
  - Shanghai Power Station Auxiliary Equipment Works Company (производство энергетического оборудования)
  - Shanghai Electric Desalination Engineering Technology Company (производство опреснительных установок)
  - Shanghai Electric Power Generation Engineering Company (разработка проектов)
  - SEPG Service Company (обслуживание оборудования)

- Shanghai Electric Power T&D Group 
  - Shanghai Renmin Electrical Apparatus Works (производство электротехнического оборудования)
  - Shanghai Najie Complete Electric Company (производство электротехнического оборудования)
  - Shanghai Nanhua — Lanling Electric Company (производство электротехнического оборудования)
  - Shanghai Electric Ceramic Works (производство электротехнического оборудования)
  - Shanghai Dahua Electrical Equipment Company (производство электротехнического оборудования)
  - Shanghai Jiejin New Electric Materials Company (производство электротехнического оборудования)
  - Shanghai Nan Qiao Transformer Company (производство трансформаторов)
  - Wujiang Transformer Company (производство трансформаторов)
  - Shanghai Huapu Cable Company (производство кабельной продукции)
  - Shanghai Feihang Electric Wire and Cable Company (производство кабельной продукции)
  - Shanghai Electric Power Electronics Company (производство электроники)
  - Shanghai Electric Power T&D Engineering Company (разработка проектов)
  - Shanghai Ziwen Construction Engineering Consulting Company (деловые услуги)

- Shanghai Electric Group Nuclear Power Corporation
  - Shanghai Electric Nuclear Power Equipment Company (производство атомного оборудования)
  - Shanghai Nuclear Power Technical Equipment Company (производство атомного оборудования)
  - Shanghai No. 1 Machine Tool Works Company (производство станков)

- Shanghai Electric Heavy Industry Group 
  - Shanghai Heavy Machinery Plant Company (производство литых и кованых изделий)
  - Shanghai Ship-use Crankshaft Company (производство корабельных коленчатых валов)

- Shanghai Mechanical & Electrical Industry Company 
  - Yichuang Energy Engineering Company (разработка проектов)
  - Shanghai Electric Hydraulics Pneumatics Company (производство гидравлического оборудования)

- Shanghai Electric Environmental Protection Group
  - Shanghai Electric Nantong Water Treatment Company (производство оборудования для очистки воды)
  - Shanghai Cyeco Environmental Technology Company (производство измерительного оборудования)
  - SEEPG Thermal Power (Nantong)

- Shanghai Electric Automation Group
  - Shanghai Capital Numerical Control Corporation (производство измерительных приборов)
  - Shanghai Techgine Laser Technology Company (производство промышленных лазеров)

- Shanghai Electric Wind Power Group (производство ветрогенераторов, проектирование и строительство ВЭС)
- Shanghai Machine Tool Works (производство станков)
- Shanghai Rail Traffic Equipment Development Company (производство железнодорожного оборудования)
- Shanghai Electric Lingang Heavy Machinery Equipment (производство энергетического оборудования)
- Shanghai Electric International Economic & Trading Company (международные операции)
- Shanghai Electric Group Property Company (операции с недвижимостью)

- Shanghai Electric Economy Group
  - Shanghai Electric Group Finance Company (финансовые услуги)
  - Shanghai Electric Leasing Company (финансовые услуги)
  - Shanghai Electric Insurance Brokers Company (страховые услуги)

### Совместные предприятия
- Shanghai Electric — SPX Engineering & Technologies Company (производство энергетического оборудования, СП с SPX Corporation)
- Shanghai Electric Fuji Electric Power Technology Company (производство энергетического оборудования, СП с Fuji Electric)
- SEC — IHI Power Generation Environment Protection Engineering Company (производство энергетического оборудования, СП с IHI Corporation)
- Suzhou Manz New Energy Equipment Company (производство энергетического оборудования, СП с Manz)
- Alstom — Shanghai Electric Boilers Company (производство котлов, СП с Alstom)
- Shanghai Alstom Transport Company (производство железнодорожного оборудования, СП с Alstom)
- Shanghai Alstom Transport Electrical Appratus Company (производство железнодорожного оборудования, СП с Alstom)
- SEC — KSB Nuclear Power Pumps & Valves Company (производство насосов и клапанов, СП с KSB Company)
- SEC — KSB Pump Company (производство насосов, СП с KSB Company)
- Shanghai Mitsubishi Elevator Company (производство эскалаторов и лифтов, СП с Mitsubishi Electric)
- Shanghai Thales Saic Transportation System Company (производство транспортного оборудования, СП с Thales)
- Shanghai Fanuc Robots Company (производство робототехники, СП с Fanuc Corporation)
- Shanghai Neles-Jamesbury Valve Company (производство клапанов)

### Научные учреждения
Главными научно-исследовательскими центрами компании являются Центральный исследовательский институт Shanghai Electric Group (Шанхай), Шанхайский институт машиностроительных технологий, Шанхайский институт центрифуг, Шанхайский институт механических и электротехнических разработок, Научно-исследовательский институт Shanghai Electrical Automation (Шанхай) и Испытательный центр Shanghai Electric Power T&D (Шанхай).